# Classe T 53
La classe T 53, detta anche classe Duperré (dal nome dell'unità capoclasse), è stata la seconda classe di escorteurs d'escadre della Marine nationale dopo la fine della seconda guerra mondiale. Le navi della classe T 53, secondo la nomenclatura navale francese dell'epoca, erano classificate escorteurs d'escadre, erano contraddistinte dal pennant number D ed erano equiparabili a dei cacciatorpediniere.

## Descrizione
Cinque navi sono state costruite tra il 1957 e il 1958. Questa classe era derivata dalla precedente classe T 47, la differenza principale era che queste 5 navi della classe T 53 erano specializzate nella lotta antiaerea e disponevano di 6 cannoni antiaerei binati da 127 mm, di 6 cannoni antiaerei binati da 57 mm, di 2 mitragliere 20 mm Oerlikon e di 1 lanciarazzi sestuplo Bofors da 375 mm.
Due navi furono modernizzate negli anni 70 per diventare la prima un'unità antisommergibile e di comando e l'altra per servire da nave d'accompagnamento della nave scuola Jeanne d'Arc. Tutte le unità furono disarmate tra il 1977 e il 1981, ad eccezione dell'unità capoclasse che restò in servizio fino al 1992.
L'armamento della Duperré, dopo la trasformazione in nave antisommergibile e di comando, comprendeva: 1 torretta da 100 mm Mle 68, 4 missili Exocet MM38, 2 catapulte per il lancio dei siluri L5 (8 siluri) e 2 cannoni da 20 mm; la nave fu dotata anche di un helideck per imbarcare un elicottero Lynx WG13.
Le unità antiaeree di questa classe sono state sostituite dalle unità missilistiche delle classi Suffren e Cassard.

## Unità
| N°   | Nome           | Cantiere navale                   | Varo            | Ingresso in servizio | Modernizzazione                                          | Disarmo           |
| ---- | -------------- | --------------------------------- | --------------- | -------------------- | -------------------------------------------------------- | ----------------- |
| D633 | Duperré        | Arsenale di Lorient               | 23 giugno 1956  | 8 ottobre 1957       | 1972-1973 in bâtiment anti-sous-marin et de commandement | 1º giugno 1992    |
| D634 | La Bourdonnais | Arsenale di Brest                 | 15 ottobre 1955 | 3 marzo 1958         |                                                          | 29 novembre 1977  |
| D635 | Forbin         | Arsenale di Brest                 | 15 ottobre 1955 | 1º febbraio 1958     | dal 1973, nave d'accompagnamento della Jeanne d'Arc      | 1º giugno 1981    |
| D636 | Tartu          | Ateliers e cantieri di Bretagna   | 2 dicembre 1955 | 5 febbraio 1958      |                                                          | 30 aprile 1980    |
| D637 | Jauréguiberry  | Fonderie e cantieri della Gironda | 5 novembre 1955 | 15 luglio 1958       |                                                          | 16 settembre 1977 |